# ホワイト・ラビット (曲)

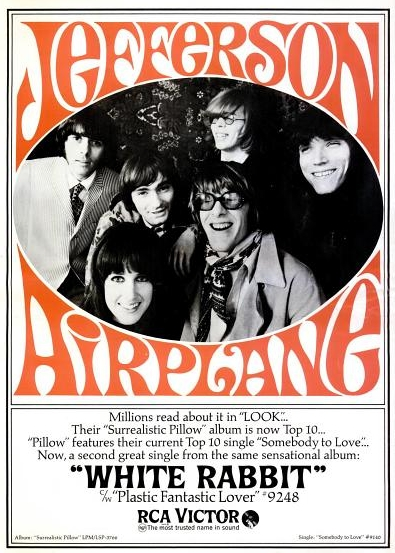
1967年のシングルの広告

「ホワイト・ラビット」（"White Rabbit"）は、アメリカ合衆国のロックシンガーであるグレイス・スリックが作詞作曲した楽曲である。1967年に彼女が在籍するジェファーソン・エアプレインのアルバム『シュールリアリスティック・ピロー』に収録され、シングルとしてBillboard Hot 100で最高8位に到達した。
『ローリング・ストーン』誌のオールタイム・グレイテスト・ソング500で455位、Rate Your Musicのオールタイム・トップ・シングルで116位、ロックの殿堂でロックン・ロールを形成した500曲に選出された。

## 歴史

### 作詞・作曲
「ホワイト・ラビット」はスリックの初期の曲の1つであり、彼女がグレイト・ソサエティに在籍していた1965年12月から1966年1月にかけて書かれた。この曲はルイス・キャロルの1865年のファンタジー『不思議の国のアリス』と1871年のその続編『鏡の国のアリス』で見られる薬を飲んだり、未知の液体を飲んだりするとサイズが変わるというイメージが用いられている。彼女はインタビューで『不思議の国のアリス』は子供の頃によく読んでもらい、大人になっても鮮明な記憶として残っていると語っている。
スリックはまず歌詞を書き、次に50ドルで買った8個から10個の鍵盤が欠けた赤いアップライトピアノで「欠けた音は頭の中で聞こえるから大丈夫」と言って作曲した。この曲はイ長調のキーで書かれている。彼女によるとマイルス・デイヴィスの『スケッチ・オブ・スペイン』、特にデイヴィスが「アランフエス協奏曲」を演奏したことに大きな影響を受けたという。彼女は後に「ダークなスペインのマーチをバックにアリスについての奇妙な曲を書くことは当時のサンフランシスコの状況にマッチしていた。私たちは皆、予想されていることからできるだけ離れようとしていた」と語った。
彼女は子供にこのような小説を読ませておいて、なぜ子供が麻薬に手を出したのかと悩む親たちへの非難の意味を込めたという。彼女はまた女の子に読ませるおとぎ話には必ずと言っていいほど王子様が現れて助けてくれるが、アリスはそうではなく、彼女はとても奇妙な場所に1人でいて、「あ、白ウサギだ」と好奇心に従って進み続けたのであり、多くの女性がこの物語からいかに自分の主張を押し通すことができるかというメッセージを受け取っただろうと語った。「feed your head」のくだりは読書とサイケデリックスの両方を指している。
スリックはアリス、白ウサギ、水煙草を吹かす芋虫、白の騎士、赤の女王、眠りネズミが参照されている。彼女はアシッド・トリップの後にこの曲を書いたと言われている。
スリックは『ウォール・ストリート・ジャーナル』紙上のインタビューで『不思議の国のアリス』のほかにモーリス・ラヴェルの『ボレロ』にもインスピレーションを受けたと述べている。『ボレロ』と同様に「ホワイト・ラビット」は本質的に1つの長いクレッシェンドである。この曲と歌詞の組み合わせは幻覚剤で経験する感覚の歪みを強く示唆しており、後にそのような状態を暗示したり伴ったりするためにポップカルチャーで使用された。
グレイト・ソサエティはこの曲を1966年初頭にサンフランシスコのバーで初めて演奏し、その後はグレイトフル・デッドのような大物バンドの前座を務めた際にも披露した。彼らはオータム・レコーズの新しいプロデューサーであるシルヴェスター・スチュアートの協力を得てデモテープを制作した。スチュアートは後のスライ・ストーンである。スリックは「私たちはあまりにも酷かったので、スライは最終的にデモ音源が問題ないようにすべての楽器を演奏した」と語った。

### ジェファーソン・エアプレイン
1966年の秋、スリックは出産を機に脱退したシンガーのシグニー・トリー・アンダーソンの後任としてジェファーソン・エアプレインに加入した。 彼女はジェファーソン・エアプレインで最初に録音したセカンド・アルバム『シュールリアリスティック・ピロー』（1967年）に、グレート・ソサエティの楽曲から「ホワイト・ラビット」と義弟のダービー・スリックが作詞作曲した「あなただけを」（"Somebody to Love"）を提供した。ジェファーソン・エアプレインの中心メンバーだったシンガーのマーティ・バリンも「ホワイト・ラビット」を「傑作」と評価している。両曲ともジェファーソン・エアプレインではトップ10に入るヒット作となり、代表曲として彼等との結びつきが続いている。
スリックは「ホワイト・ラビット」は「自分の好奇心に従うこと。白ウサギはあなたの好奇心」であるとしている。彼女をはじめとする1960年代の人々にとってドラッグは意識の拡大や社会実験の一部であった。謎めいた歌詞をもつ「ホワイト・ラビット」はラジオでの規制を目をかいくぐって薬物を語った最初期の曲のひとつとなった。

## チャート史
| チャート (1967年)                             | 最高 順位 |
| --------------------------------------------- | --------- |
| カナダ『RPM』トップ・シングル                 | 1         |
| アメリカ合衆国『ビルボード』Hot 100           | 8         |
| アメリカ合衆国『キャッシュボックス』トップ100 | 6         |

| チャート (1970年)       | 最高 順位 |
| ----------------------- | --------- |
| オランダ (Dutch Top 40) | 3         |

| チャート (1987年)          | 最高 順位 |
| -------------------------- | --------- |
| 全英シングルチャート (OCC) | 94        |

| チャート (1967年)                    | 順位 |
| ------------------------------------ | ---- |
| カナダ                               | 48   |
| アメリカ合衆国『ビルボード』         | 81   |
| アメリカ合衆国『キャッシュボックス』 | 60   |

『キャッシュボックス』 (11週): 59位、45位、23位、14位、12位、11位、8位、6位、7位、22位、41位

## パーソネル
- グレイス・スリック（Grace Slick） – ボーカル
- ヨーマ・コーコネン（英語版）（Jorma Kaukonen） – リード・ギター
- ポール・カントナー（英語版）（Paul Kantner） – リズム・ギター
- ジャック・キャサディ（英語版）（Jack Casady） – ベース
- スペンサー・ドライデン（英語版）（Spencer Dryden） – ドラムス

## カバー
この曲は多数のアーティストによりカバーされた。以下はその一例である:
- 1971年にギタリストのジョージ・ベンソンがジャズ・バージョンを発表[注釈 5]
- 1980年にパンク/ゴシック・ロック・バンドのダムドがシングル発表
- 1985年に南カリフォルニアのパンク・バンドのジ・アレイ・キャッツ（英語版）がカバー[注釈 6][27]
- 1987年にアメリカのメタル・バンドのサンクチュアリがデビューアルバム『新たなる聖地へ（英語版）』に収録
- 1993年にインダストリアル・ロック・グループのデス・メソッドがコンピレーション・アルバム『Shut Up Kitty』に収録
- 1996年にアイスランドのシンガーソングライターのエミリアナ・トリーニがカバー[注釈 7]
- 1997年にボーン・フォー・ブリスがアルバム『Flowing with the Flue』に収録
- 2002年にイーノンがコンピレーション・アルバム『Don't Know When I'll Be Back Again: A Compilation Benefiting American Veterans of the Vietnam War』に収録
- 2003年にブルーマン・グループがステージで演奏してアルバム『ザ・コンプレックス（英語版）』に収録
- 2004年にシェイクスピアズ・シスターがアルバム『The Best of Shakespear's Sister』に収録
- 2007年にパティ・スミスがアルバム『トゥウェルヴ（英語版）に収録
- 2007年にコライド（英語版）が映画『バイオハザードIII』のサウンドトラックにDnBリミックス版を提供
- 2010年にグレイス・ポッター・アンド・ザ・ノクターナルズがコンセプト・アルバム『オールモスト・アリス』に収録[28]
- 2012年にレディホークがトリプルJ（英語版）のラジオ番組「Like a Version」で披露[29]
- 2015年にポール・カークブレナー（英語版）はリミックス曲「Feed Your Head」で歌詞を使用
- 2016年にタリー・ホール（英語版）のメンバーであるジョー・ホーリーがソロ・アルバム『Joe Hawley Joe Hawley』に収録
- 2016年にポップ・ロック歌手のP!NKが映画『アリス・イン・ワンダーランド/時間の旅』に提供[注釈 8]
- 2017年にヘイリー・ラインハート（英語版）がアルバム『ホワッツ・ザット・サウンド?（英語版）』に収録
- スウェーデンのアーティストであるロリーンがライブで演奏

## ポップカルチャーでの使用例
- 1986年のオリバー・ストーン監督・脚本の映画『プラトーン』のマリファナを吸う場面
- 1997年のデヴィッド・フィンチャー監督映画『ゲーム』でマイケル・ダグラス演じるニコラス・ヴァン・オートンが荒らされた部屋に帰宅する場面
- 1998年の映画『ラスベガスをやっつけろ』でLSDでハイになったドクター・ゴンゾーがバスタブの中で「ホワイト・ラビット」を聴く場面[注釈 9]
- 1998年にテレビアニメ『ザ・シンプソンズ』の第10シーズン第6話「ホーマーのヒッピーはつらいよ（英語版）」のペヨーテ・ドラッグ・トリップの場面
- 1999年にテレビドラマ『ザ・ソプラノズ 哀愁のマフィア』の第1シーズン第7話「宿命（英語版）」のエンドクレジットでトニーがプロザックを飲んだ後に子供時代を思い出す場面
- 1999年にテレビアニメ『フューチュラマ』の第2シーズン第3話「選挙に首を突っ込む（英語版）」でリチャード・ニクソンが「ホワイト・ラビット」の別バージョンを歌う場面
- 2004年のゲーム『バトルフィールド ベトナム』ではリミックスバージョンがメインメニューテーマ
- 2007年にテレビドラマ『スーパーナチュラル』の第2シーズン第10話「悪魔の計画」の冒頭[30]
- 2007年のゲーム『ロストオデッセイ』の全長版コマーシャル
- 2009年にテレビアニメ『アメリカン・ダッド』の第6シーズン第1話でスティーヴがベトナム戦争の再現で父親のスタンを救出する場面
- 2009年にテレビドラマ『ウェアハウス13 〜秘密の倉庫 事件ファイル〜』の第1シーズン第8話「鏡の国のマイカ」
- 2011年のザック・スナイダー監督の映画『エンジェル ウォーズ』での複数のアクション場面[注釈 10]
- 2015年の映画『完全なるチェックメイト』
- 2016年のゲーム『マフィア III』ではゲーム内の3つのラジオ局のうちの1つ
- 2016年にNetflixのテレビドラマ『ストレンジャー・シングス 未知の世界』の第1話
- 2017年の映画『キングコング:髑髏島の巨神』でランダとホーキンスがサイゴンのバーに入りコンラッドがビリヤードをプレイする場面
- 2017年のテレビドラマ『ハンドメイズ・テイル/侍女の物語』の第1シーズン第8話「イゼベルの店」
- 2017年の『ビッグ・リトル・ライズ』の第1シーズン第4話「いざとなったら」で停学になったジギーが母親と共にモントレー水族館で1日を過ごす場面
- 2019年のテレビドラマ『トワイライト・ゾーン』の第1シーズン第9話「ブルー・スコーピオン」
- 2020年にセレブリティ・クルーズのテレビコマーシャル
- 2020年のNetflixの映画『ザ・ベビーシッター キラークイーン』
- 2021年のHBOのドキュメンタリーシリーズ『Qアノンの正体』の第6話でアメリカ合衆国議会議事堂襲撃事件を説明する場面
- 2021年公開予定の映画『マトリックス レザレクションズ』の最初の予告編[31][注釈 11]